# Ѓ
Ѓ,ѓ (cursiva Ѓѓ) [gje] es una letra del alfabeto cirílico.

## Uso
Se usa en el alfabeto macedonio para representar /ɟ/ o /ʥ/. Palabras con este sonido normalmente son afines a otras en serbio con la letra ђ. Une ejemplo es la palabra macedonia para nacimiento раѓање (raǵanje), que en búlgaro es раждане (razhdane) y en serbo-croata es рађање - rađanje.
Es la 4ª letra más infrecuente del alfabeto macedonio, por detrás de Ќ (kje) y es solo más frecuente que Џ, Ѕ y Љ.
En ruso, algunos autores la utilizan para transcribir la letra hebrea ה (he).

## Tabla de códigos
| Codificación de caracteres | Tipo      | Decimal | Hexadecimal | Octal  | Binario             |
| -------------------------- | --------- | ------- | ----------- | ------ | ------------------- |
| Unicode                    | mayúscula | 1027    | 0403        | 002003 | 0000 0100 0000 0011 |
| Unicode                    | minúscula | 1107    | 0453        | 002123 | 0000 0100 0101 0011 |
| ISO 8859-5                 | mayúscula | 163     | A3          | 243    | 1010 0011           |
| ISO 8859-5                 | minúscula | 243     | F3          | 363    | 1111 0011           |
| KOI 8                      | mayúscula | 178     | B2          | 262    | 1011 0010           |
| KOI 8                      | minúscula | 162     | A2          | 242    | 1010 0010           |
| Windows 1251               | mayúscula | 129     | 81          | 201    | 1000 0001           |
| Windows 1251               | minúscula | 131     | 83          | 203    | 1000 0011           |
Sus códigos HTML son: &#1027 o &#x403 para la mayúscula o &#1107; o &#x453; para la minúscula.